# Austin 12/14
Der Austin 12/14 hp war das Pkw-Modell, das die Austin Motor Cie. fertigte. Der Wagen erschien 1916 als Nachfolger des Modells 10 hp mit Tourenwagen-Aufbau.
Vom Vorgänger hatte der Wagen auch den seitengesteuerten Vierzylindermotor mit 76 mm Bohrungsdurchmesser und 89 mm Hub übernommen. Daraus resultierte ein Hubraum von 1.615 cm³.
1917 war das Modell ersatzlos aus der Austin-Palette verschwunden.